# Poseștii-Ungureni, Prahova
Poseștii-Ungureni este un sat în comuna Posești din județul Prahova, Muntenia, România.
Așezarea este atestată documentar în 1581.
În 2011, satul avea 228 de locuitori.